# 塔尔贝克
塔尔贝克是德国石勒苏益格－荷尔斯泰因州的一个市镇。总面积10.02平方公里，总人口163人，其中男性88人，女性75人（2011年12月31日），人口密度16人/平方公里。